# Agarista populifolia
Agarista populifolia är en ljungväxtart som först beskrevs av Jean-Baptiste de Lamarck och som fick sitt nu gällande namn av W.S. Judd.
Agarista populifolia ingår i släktet Agarista och familjen ljungväxter. Inga underarter finns listade i Catalogue of Life.

## Bildgalleri

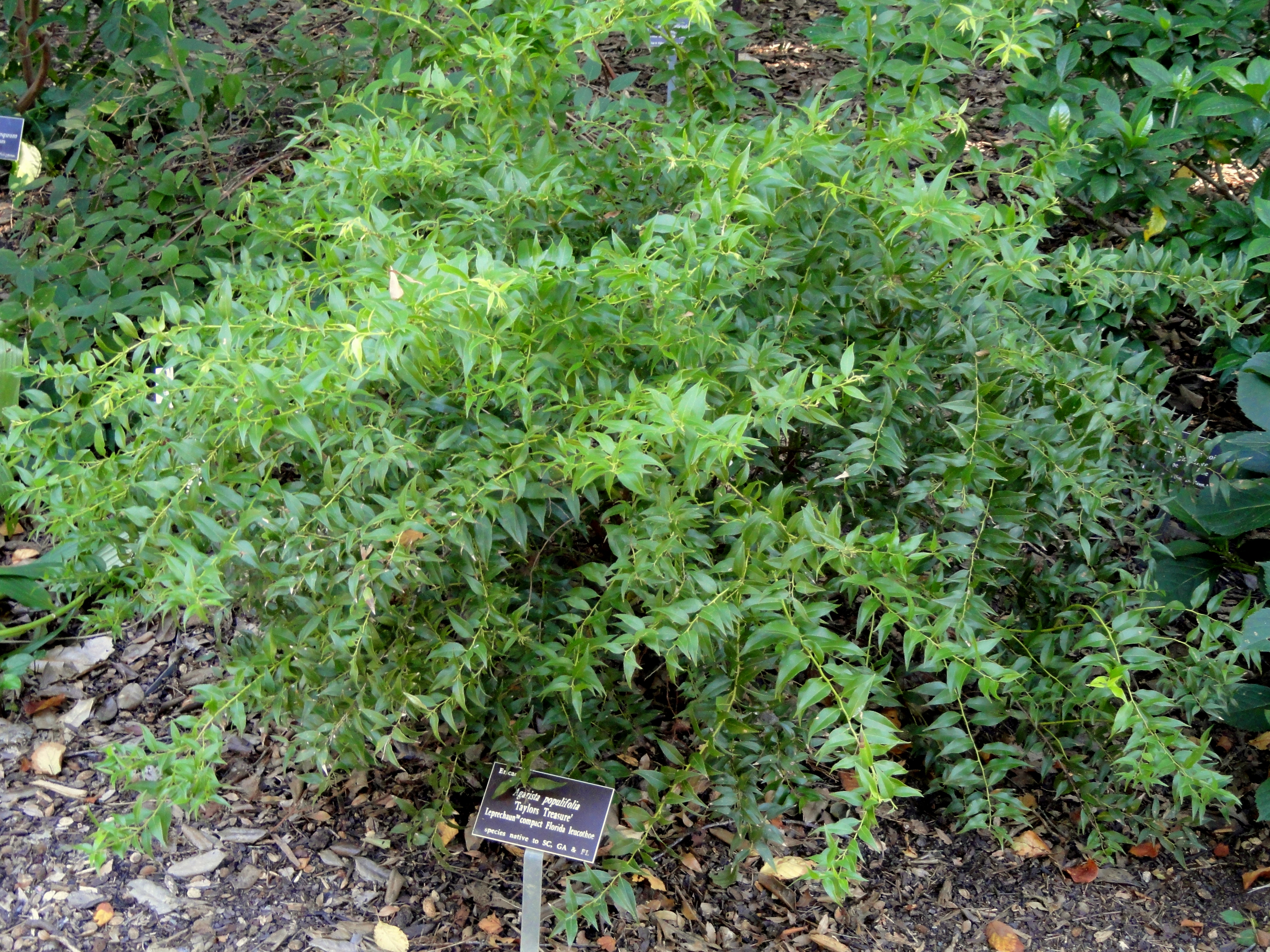
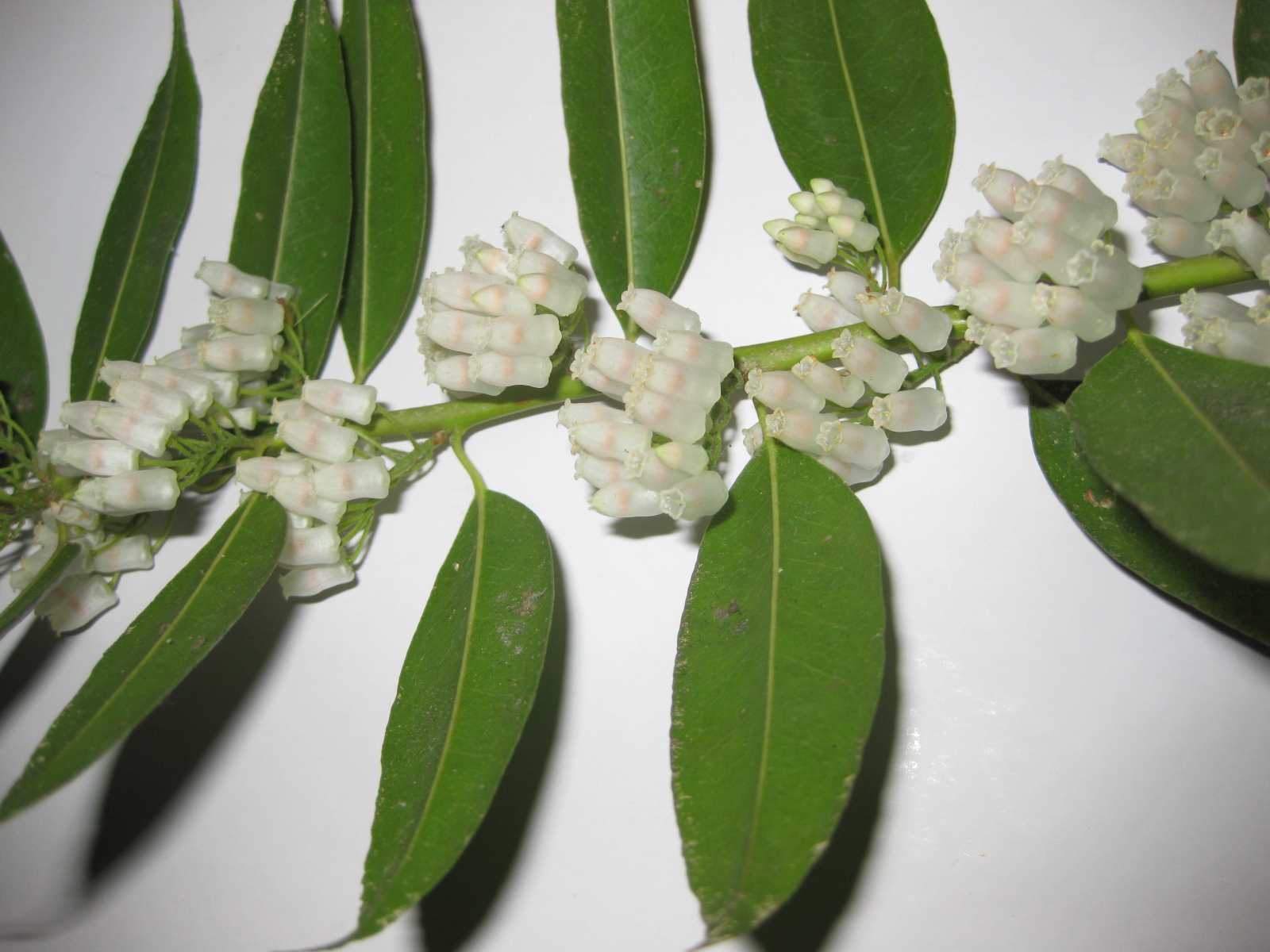
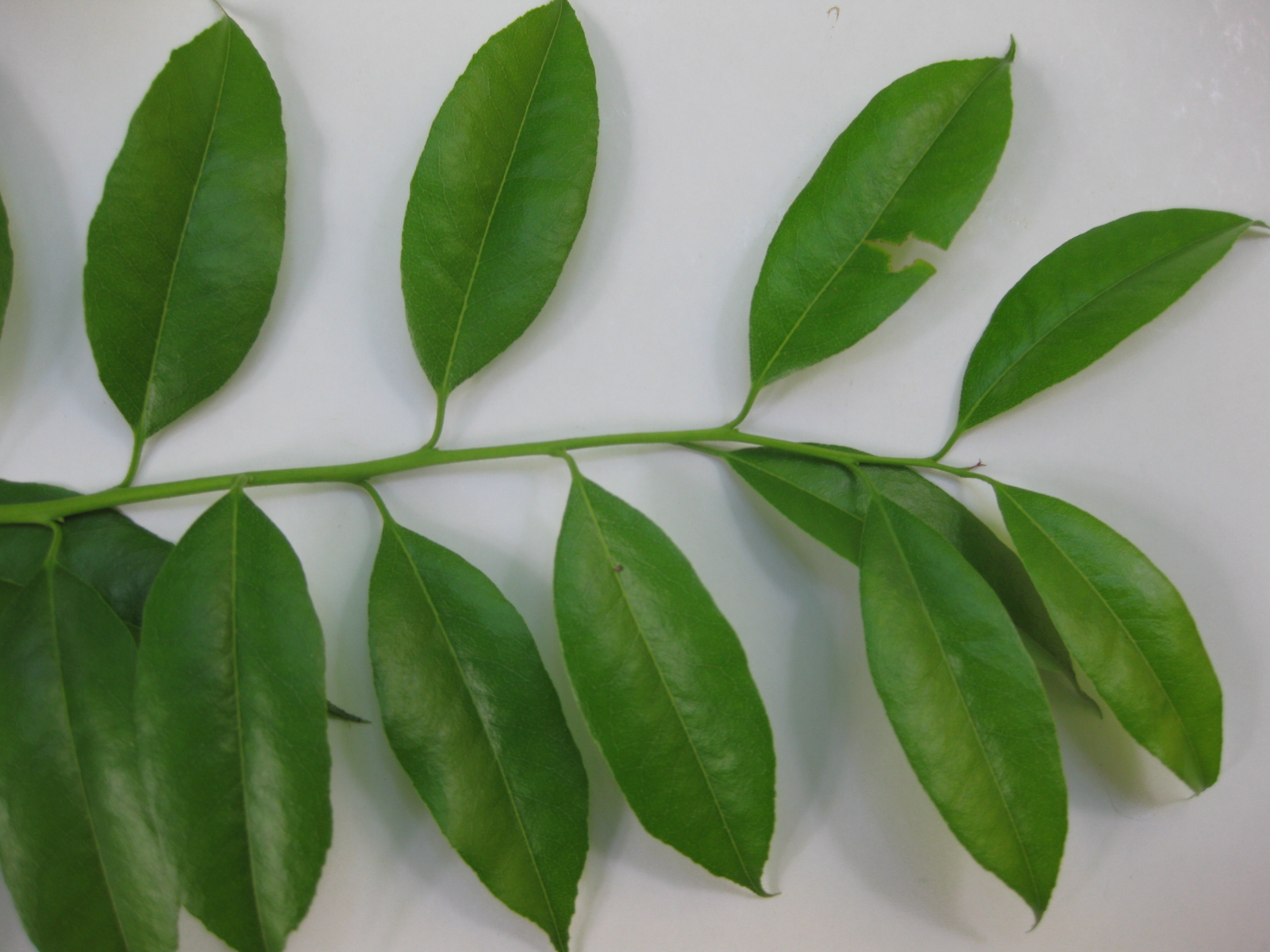